# Beñat Prados
Pour l’article homonyme, voir Prados.
Beñat Prados, né le 8 février 2001 à Pampelune en Espagne, est un footballeur espagnol qui évolue au poste de milieu central à l'Athletic Club.

## Biographie

### En club
Né à Pampelune en Espagne, Beñat Prados commence le football à l'UDC Txantrea (en) avant d'être formé à l'Athletic Bilbao.
Le 14 mai 2021, Prados prolonge son contrat avec l'Athletic jusqu'en juin 2025.
Le 14 juillet 2022, Beñat Prados est prêté pour une saison au CD Mirandés, en deuxième division espagnole. 
Il joue son premier match avec ce club le 13 août 2022, lors de la première journée de la saison 2022-2023 de deuxième division espagnole, face au Sporting de Gijón. Il est titularisé, et les deux équipes se neutralisent (1-1 score final).
Il joue son premier match avec l'équipe première de l'Athletic le 19 août 2023, lors de la deuxième journée de la saison 2023-2024 de Liga face au CA Osasuna. Il entre en jeu et son équipe s'impose par deux buts à zéro ce jour-là.

### En sélection
Beñat Prados représente l'équipe d'Espagne des moins de 18 ans. Il joue un total de deux matchs avec cette sélection, tous en 2019.

## Palmarès
- Athletic Bilbao
  - Vainqueur de la Coupe d'Espagne : 2024